# كريس إروين
كريس إروين (بالإنجليزية: Chris Irwin)‏ هو سائق فورمولا 1 بريطاني، ولد في 27 يونيو 1942 في لندن في المملكة المتحدة.